# Нахимовка (Акмолинская область)
Нахимовка (каз. Нахимовка) — село в Жаркаинском районе Акмолинской области Казахстана. Административный центр Нахимовского сельского округа. Код КАТО — 115455100.

## География
Село расположено примерно в 24 км к востоку от города Державинска. Рядом протекает река Ишим.

### Улицы
- ул. Абая,
- ул. Акпана Укубаева,
- ул. Ардагерлер,
- ул. Атамекен,
- ул. Атамура,
- ул. Береке,
- ул. Бирлик,
- ул. Ибрая Алтынсарина,
- ул. Кулагер,
- ул. Наурыз,
- ул. Тауелсиздик,
- ул. Тохтара Аубакирова.

### Ближайшие населённые пункты
- село Баранкуль в 14 км на востоке,
- село Львовское в 15 км на западе,

## Население
В 1989 году население села составляло 1317 человек (из них казахов 39%, русские 25%).
В 1999 году население села составляло 795 человек (382 мужчины и 413 женщин). По данным переписи 2009 года, в селе проживало 339 человек (167 мужчин и 172 женщины).
| Численность населения | Численность населения | Численность населения |
| 1989                  | 1999                  | 2009                  |
| --------------------- | --------------------- | --------------------- |
| 1317                  | ↘795                  | ↘339                  |